# Le Poignard volant

Le Poignard Volant (pinyin : Duōqíng Jiànkè Wúqíng Jiàn ; Wade-Giles To ch'ing chien k'o wu ch'ing chien) est un film hongkongais réalisé par Chu Yuan, sorti en 1977, basé sur le cycle de romans « en:Xiaoli Feidao » de Gu Long.
Il reçoit un prix spécial à la 15e cérémonie des Golden Horse Film Festival and Awards.

## Synopsis
Li Hsin-huan est un artiste martial de renom possédant un sens aigu de la justice, célèbre pour sa technique personnelle des « poignards volants » qui le font classer troisième dans la liste des meilleurs combattants. Ayant perdu sa fiancée Shi Yin pour une dette d'honneur au profit de son sauveur Long Xiao-yun, il s'exile, accompagné de son fidèle serviteur, sur les routes, mélancolique et souvent ivre. Puis au hasard de son errance, il rencontre un mystérieux combattant nommé Ah-fei.

## Fiche technique
- Titre : Le Poignard Volant
- Titre original : To ching chien ko wu ching chien
- Titre anglais : The Sentimental Swordsman
- Réalisation : Chu Yuan
- Scénario : Chu Yuan, d'après Gu Long
- Direction des combats : Tang Chia, Huang Pei-chi
- Société de production : Shaw Brothers
- Pays d'origine : Hong Kong
- Format : Couleurs - 2,35:1 - Mono - 35 mm
- Genre : Wu xia pian
- Date de sortie : 1977

## Distribution
- Ti Lung : Li Hsin-huan, Xiao-Li le Poignard-Volant
- Ching Li : Lin Xian-er
- Derek Yee : Ah-fei
- Yueh Hua : Long Xiao-yun
- Candice Yu : Lin Shi-yin
- Ku Feng : Maître Zhao
- Ching Miao : l'abbé de Shaolin
- Yuen Wah : You Long Sheng
- Yang Chih-ching : un moine